# Маркс, Кэтрин
Кэтрин Маркс (Catherine Marks) — австралийская музыкальный продюсер и звукоинженер.
Она работала с такими музыкантами как Аланис Мориссетт, Foals, Manchester Orchestra, The Killers, Local Natives, Wolf Alice, Beware of Darkness, The Big Moon, Frank Carter & The Rattlesnakes, The Amazons, Arno, Howling Bells, Sunset Sons and Eliza Shaddad..
Лауреат двух премий Music Producers Guild Awards и номинант на премию Грэмми.

## Биография
См. также «Catherine Marks Early life» в английском разделе.
Родилась в Мельбурне, Австралия. С четырёх лет училась играть на классическом фортепиано и имеет образование в области архитектуры (master’s degree in Architecture).
В 2016 году Маркс выиграла премию Music Producers Guild Awards в категории Breakthrough Producer of The Year.
В 2018 Маркс выиграла премию MPG Producer of the Year.

## Награды и номинации
Grammy Awards
| Год  | Альбом/Песня       | Музыкант   | Награда               | Результат | Ссылки |
| ---- | ------------------ | ---------- | --------------------- | --------- | ------ |
| 2016 | Moaning Lisa Smile | Wolf Alice | Best Rock Performance | Номинация | [ 8 ]  |

Music Producers Guild (MPG) Awards
| Год  | Награда                           | Результат | Ссылки |
| ---- | --------------------------------- | --------- | ------ |
| 2018 | Producer of The Year              | Победа    | [ 9 ]  |
| 2016 | Breakthrough Producer of The Year | Победа    | [ 10 ] |

## Дискография
См. также «Catherine Marks Selected production/микширование/engineering credits» в английском разделе.
Работы по продюсированию, звукозаписи и микшированию.
- 2020: Such Pretty Forks in the Road — Аланис Мориссетт, — альбом (продюсер)
- 2018: The Wombats — Beautiful People Will Ruin Your Life — альбом (сопродюсер)[11]
- 2017: Mélanie De Biasio — Lilies — альбом (микширование)[12]
- 2017
- 2017: Manchester Orchestra — A Black Mile To The Surface — альбом (продюсер, микширование)[13]
- 2017: The Amazons — Black Magic — трек (продюсер, микширование)[14]
- 2017: Frank Carter & The Rattlesnakes — Modern Ruin — альбом (микширование)[15]
- 2016: The Amazons — Little Something — трек (продюсер, микширование)[16]
- 2016: Beware of Darkness — Are You Real? — альбом (сопродюсер, микширование)[17]
- 2016: Local Natives — Masters — трек (сопродюсер)[18]
- 2016: The Big Moon — Cupid — трек (продюсер, микширование)[19]
- 2016: The Big Moon — Silent Movie Susie — трек (продюсер, микширование)[20]
- 2016: Zack Lopez — One More Day — трек (микширование)[21]
- 2016: Zack Lopez — Don’t Say I Won’t — трек (микширование)[21]
- 2016: The Amazons — Night Driving — трек (продюсер, микширование)[22]
- 2016: April Towers — Silent Fever — трек (продюсер, микширование)[23]
- 2016: April Towers — Losing Youth — трек (продюсер, микширование)[23]
- 2016: Eliza Shaddad — Run — EP (продюсер, микширование)[24]
- 2016: Arno — Human Incognito — альбом (звукозапись)[25]
- 2015: INHEAVEN — Bitter Town — трек (продюсер)[26]
- 2015: The Amazons — Don’t You Wanna — EP (продюсер, микширование)[27]
- 2015: Sunset Sons — She Wants — трек (продюсер)[28]
- 2015: Fairchild — Nom De Guerre — трек (продюсер, микширование)[29]
- 2015: Baby Strange — California Sun — трек (продюсер)[30]
- 2015: Champs — Vamala — Album (микширование)[31]
- 2015: Sunset Sons — The Fall Line — EP (продюсер)[28]
- 2014: Jagaara — Faultline — трек (продюсер, микширование)[32]
- 2014: Wolf Alice — Creature Songs — EP (продюсер, микширование)[33]
- 2014: Findlay — Wolfback — трек (микширование)
- 2014: Howling Bells — Heartstrings — альбом (сопродюсер, микширование)[34]
- 2014: The Ramona Flowers — Dismantle and Rebuild — альбом (микширование)[35]
- 2014: Fairchild — Sadako — EP (продюсер, микширование)[36]
- 2014: Fairchild — Burning Feet — EP (продюсер, микширование)[36]
- 2014: Meanwhile -Bigger City — трек (сопродюсер, микширование)
- 2014: Lyon Apprentice — Be Honest, Be Wild, Be Free — EP (микширование)[37]
- 2013: Buchanan — Human Spring — альбом (продюсер)[38]
- 2013: Mojo Fury — The Difference Between — альбом (микширование)[39]
- 2013: Mike Marlin — The Murderer — трек (продюсер, микширование)[40]
- 2013: Mike Marlin — Grand Reveal — альбом (микширование)[41]
- 2013: Foals — Holy Fire — альбом (Engineering)[42]
- 2012: The Killers — Runaways — трек — (микширование и звукозапись)[43]
- 2012: Ride — Live at Brixton Academy: 1992 — (микширование)[44]
- 2012: A Silent Film — Sand & Snow — альбом (микширование)[31]
- 2012: Mike Marlin — Man On The Ground — (продюсер, микширование, автор)[45]